# Битва при Шоле
Би́тва при Шоле́ (фр. Bataille de Cholet) — сражение вандейцев с войсками  революционной Франции во время Вандейского мятежа, произошедшее при Шоле 17 октября 1793 года и закончившееся победой республиканских войск.

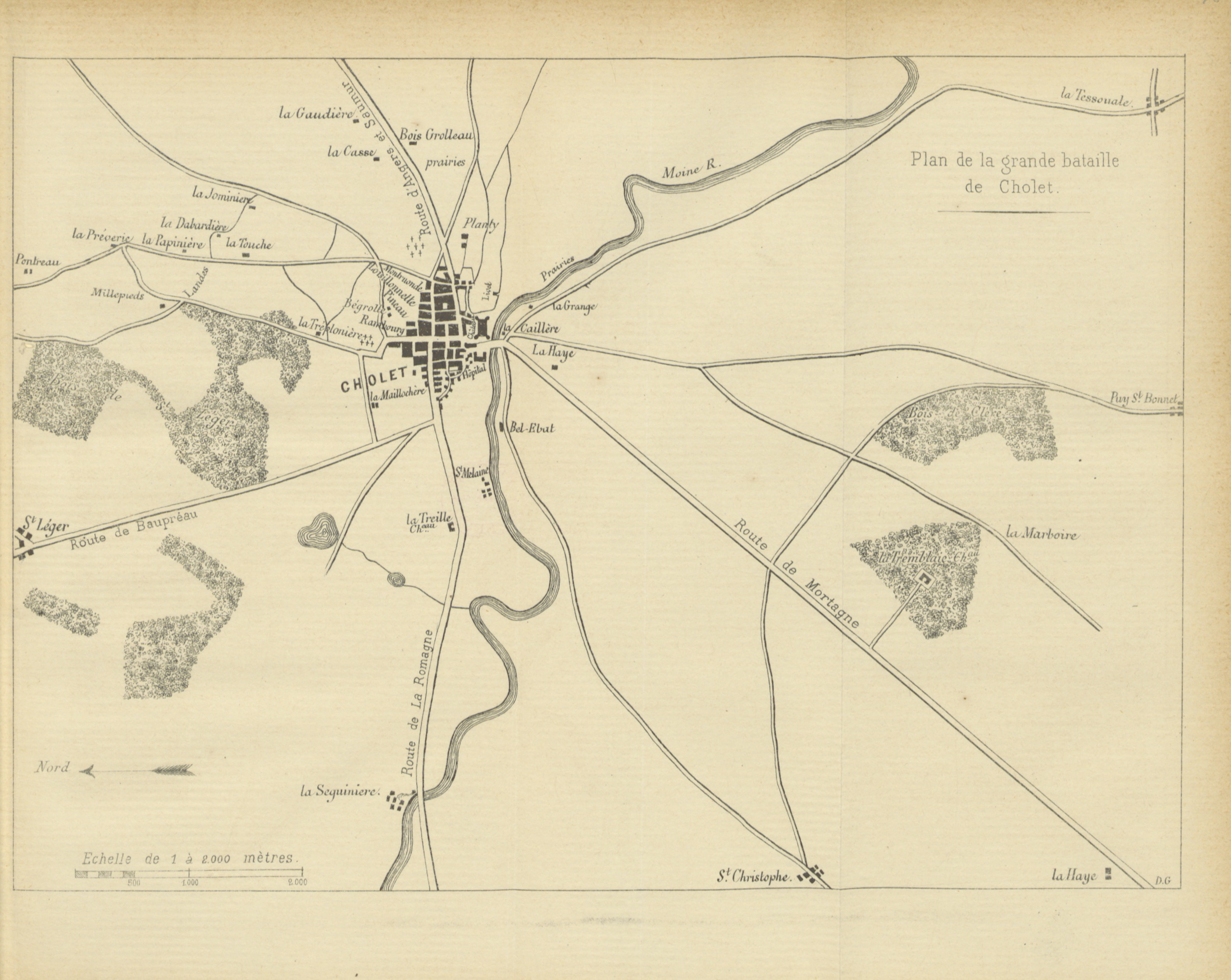
Район сражения при Шоле.

## Перед сражением
В годы Вандейского восстания Шоле стал местом ожесточённых боёв и несколько раз переходил из рук в руки. 15 октября 1793 года вандейские повстанцы потерпели поражение от республиканской армии в битве при Ла-Трамбле и отступила к Бопрео. Шоле, самый важный город, который до этого контролировался вандейцами, перешел в руки «синих».  Их численность была 23 000 человек, и они ожидали подкрепления в 10 000 человек генерала Шальбоса, чтобы потом продвинуться дальше на север, в Бопрео. При армии находились семь представителей в миссии.
В свою очередь, командиры вандейской армии (40 000 человек) на военном совете 16 октября решили наступать на Шоле и выбить оттуда республиканцев, одновременно предложив Шаретту атаковать армию синих с тыла, но Шаретт отказался и двинул только часть своих сил к Монтегю.

## Ход сражения

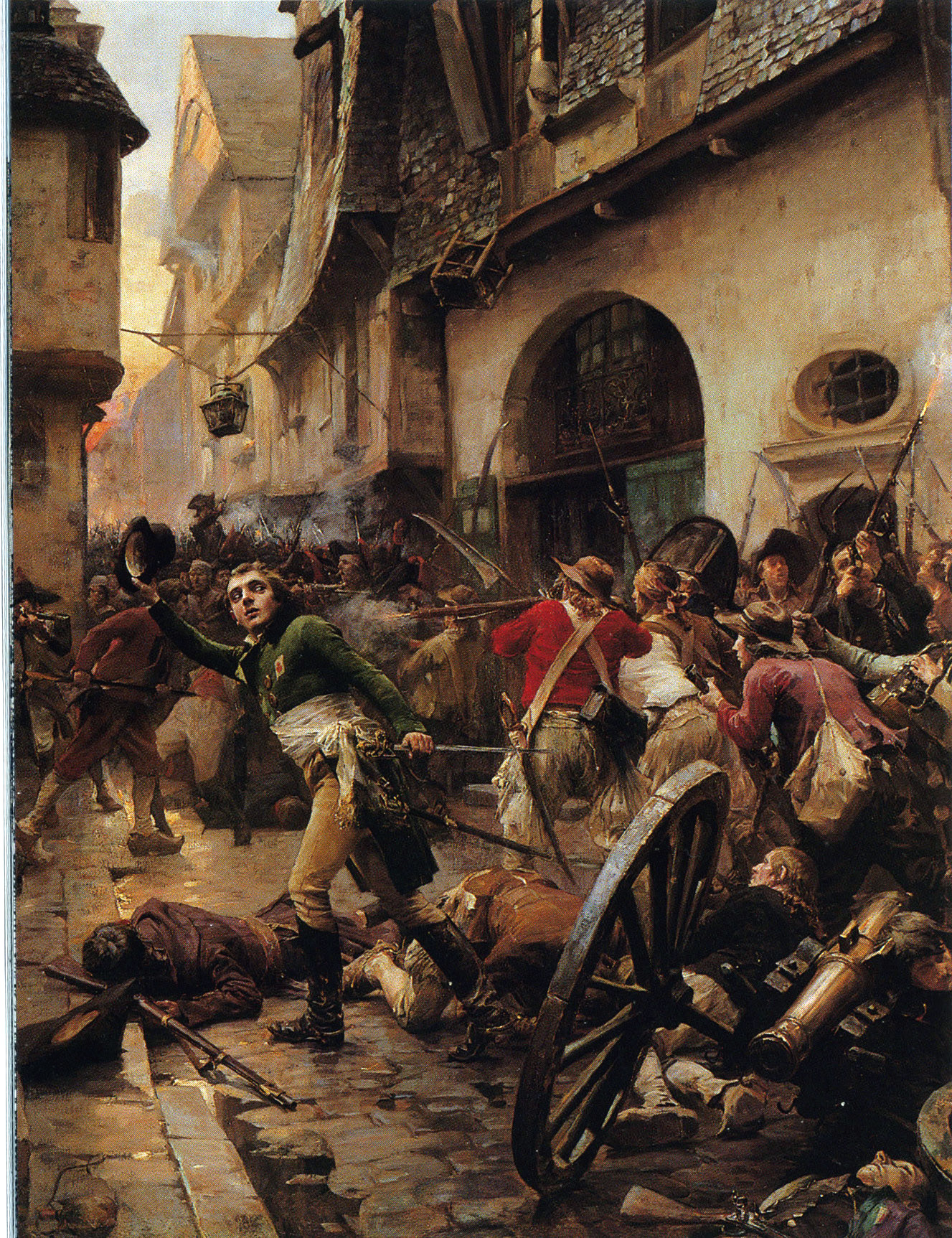
Анри де Ларошжаклен в битве при Шоле. Художник Бутиньи

17 октября, в самом начале дня, вандейская армия начала атаку на позиции республиканцев к северу от Шоле. Вандейцы наступали массово, как регулярные войска, в три линии и сомкнутым строем, вопреки своей обычной тактике. Ларошжаклену на правом фланге быстро удалось оттеснить аванпосты Бопюи и Аксо на болото Папиньер. вандейцы подожгли камыш, исходивший от него дым мешал республиканской артиллерии корректировать огонь. В центре линии Марсо, обстрелянные двенадцатью вендейскими орудиями и атакованные превосходящими силами д’Эльбе и Боншана подались назад. Отправленная ему на поддержку Клебером бригада генерала Франсуа Мюллера при виде массы неуклонно наступавших вандейских бойцов без боя бежала и вернулась в Шоле, вызвав панику. 
Тем временем на правом республиканском фланге в Буа-Гролло Вимё и Шерб устояли против Стоффле и Мариньи. С другой стороны, у Ла-Трейля части Аксо и Бопюи уступают Ларошжаклену и отступают к предместьям Шоле. Клебер перебрасывает на свой левый фланг подкрепление, которому удаётся обойти вандейцев и, посеяв среди них панику, заставить бежать.
В центре артиллерия генерала Марсо была размещена за пехотой. Когда вандейцы начинают новую атаку, Марсо отводит свою пехоту за орудия, и огонь картечью в упор сеет хаос среди повстанцев: они бегут, преследуемые республиканской пехотой. Д'Эльбе и Боншан тщетно пытались остановить свои войска и в итоге были тяжело ранены. Затем вся вандейская армия отступила, унося с собой раненых вождей. Разгром становится всеобщим, и раздаются крики: «На Луару!» Боншан перед смертью того же дня успел приказать, чтобы 5000 пленных республиканцев не были уничтожены: их отослали в Бопрео, куда бежали вандейцы после поражения.

## Результаты
После победы при Шоле республиканцы думали, что война вот-вот будет окончательно выиграна и что все, что осталось, — это уничтожить остатки вандейской армии, загнанной в угол на Луаре. 21 октября в Анже представители миссии написали в Комитет общественной безопасности: «Конвент хотел, чтобы Вандейская война закончилась до конца октября, и сегодня мы можем сказать им, что Вандеи больше нет... Мы оставили после себя лишь пепел и трупы». Каррье, бежавший с поля боя, начал в Шоле расправы.
Но вандейцам в Сен-Флоран-ле-Вьей удалось пересечь Луару, что республиканцы считали невозможным сделать за столь короткое время, и двинуться на север. Генерал Клебер заявил: «Да здравствует Республика! Вандейская война окончена. Увы! Она только сменила театр».